# Nationaal park Kaieteur
Nationaal park Kaieteur (Engels: Kaieteur National Park) is een nationaal park in Guyana dat werd opgericht in 1929 in het Hoogland van Guyana. Het park is 626,8 km² groot en bestaat uit regenwoud, rivieren en watervallen (Kaieteurwaterval).
Het park is onder meer bereikbaar via Kaieteur International Airport.